# Principios de la Administración pública de España
Los principios de la Administración pública de España son un conjunto de principios jurídicos que rigen la actuación de la Administración pública de España, y que se encuentran recogidos en una amplia variedad de textos legales, principalmente en la Constitución, en la Ley 39/2015, de 1 de octubre, del Procedimiento Administrativo Común de las Administraciones Públicas, y en la ley 40/2015, de 1 de octubre, de Régimen Jurídico del Sector Público.
El artículo 103 de la Constitución establece que la Administración pública sirve con objetividad a los intereses generales, y actúa de acuerdo con los principios de eficacia, jerarquía, descentralización, desconcentración y coordinación, con sometimiento pleno a la ley y al Derecho.
El artículo 3 de la Ley 30/92 de Régimen Jurídico de las Administraciones Públicas y procedimiento Administrativo común (derogada por la Ley 39/2015, de 1 de octubre), recoge que la Administración sirve con objetividad a los principios de eficacia, jerarquía, descentralización, desconcentración, coordinación, sometimiento pleno a la CE, ley y derecho, el deber y respeto en su actuación a los principios de buena fe y confianza legitima. 
En relación con otras administraciones, se rige por el principio de cooperación, colaboración, actuar con criterios de eficiencia, y servicio al ciudadano. En relación con los ciudadanos actúa con criterio de principio de transparencia y participación.
El artículo 3 de ley 6/1997 (derogada por la Ley 40/2015, de 1 de octubre), engloba los principios generales en dos grupos:
De organización:
jerarquía; descentralización funcional; desconcentración funcional y territorial; coordinación; economía, suficiencia y adecuación estricta de los medios a los fines institucionales; simplicidad, claridad y proximidad a los ciudadanos.
De funcionamiento:
eficacia; eficiencia; responsabilidad de la gestión pública; programación y desarrollo de objetivos y control de la gestión y los resultados; racionalización y agilidad de los procedimientos administrativos y las actividades materiales de gestión ; servicio eficaz a los ciudadanos; objetividad y transparencia; cooperación y coordinación con las demás Administraciones públicas.

## Principio de eficacia
La definición de eficacia sería capacidad para lograr el efecto que se desea o espera. Se basa en los resultados que se deben obtener, con el objetivo de que sea realizado sin demoras o molestias innecesarias.
El artículo 141 de la Ley 40/2015, recoge la obligación de la Administración en sus relaciones con otras Administraciones facilitar información que precisen para el ejercicio de sus competencias además de prestar asistencia a otras Administraciones, para el eficaz ejercicio de sus competencias.
El artículo 11 de la misma ley recoge la posibilidad de encomendar la realización de servicios o actividades de carácter material, técnico a otros órganos o entidades por razón de eficacia o cuando no se posea los medios técnicos idóneos para su desempeño.
Por otro lado, la Ley 39/2015 arbitra medidas contra la actuación de las autoridades y personal al servicio de la Administración que atente contra la eficacia. Por ejemplo, la ley atribuye a los titulares de las unidades administrativas y el personal al servicio de las Administraciones Públicas que tuviesen a su cargo la resolución o el despacho de los asuntos, la responsabilidad directa de su tramitación, pudiendo los interesados exigir responsabilidad por ello a la Administración Pública de la que dependan (art. 20); así como la responsabilidad directa, de los titulares y personal del ejemplo anterior, del cumplimiento de la obligación legal de dictar resolución expresa en plazo (art. 21.6).
El artículo 147 del Reglamento de Organización, Funcionamiento y Régimen Jurídico de las Entidades Locales (Real Decreto 2568/1986), afirma que la tramitación administrativa debe desarrollarse en función de los principios de economía, eficacia, y coordinación que estimule el diligente funcionamiento de la organización de las entidades locales, se mecanizara o informatizarán los trabajos burocráticos.

## Principio de jerarquía
La jerarquía es el orden de los elementos de una serie según su valor. La jerarquía normativa es un principio del ordenamiento jurídico, que impone la subordinación de las normas de grado inferior a las de rango superior.
La jerarquía administrativa se caracteriza por cuatro puntos principales: supervisión, dirección, inspección y resolución de conflictos.
Es la ordenación vertical y gradual de los órganos de la administración, de unos órganos subordinados a los órganos superiores.
Crea un sistema de relaciones entre el superior y el subordinado, así como, en sentido inverso.
Estas son las potestades que posee el superior jerárquico sobre el subordinado:
- Dictar órdenes
- Inspeccionar su actividad
- Resolver conflictos
- Anular o reformar actos del inferior
- Avocar atribuciones
- Ejercer la potestad disciplinaria
- Delegar (cuando la ley lo indique o no lo prohíba)
- Resolver los recursos de alzada interpuestos contra las resoluciones y actos de los órganos inferiores.

## Principio de descentralización
Traslado de la titularidad de competencias por parte de una Administración a otra, o a entes pertenecientes a la misma Administración pero dotados de personalidad jurídica propia. La titularidad de la competencia transferida desde ese momento, pasa a ser ejercida como propia, sin posibilidad de fiscalización por el ente transferente.
La descentralización puede ser de dos tipos: 
- Descentralización territorial, como por ejemplo en el caso de las comunidades autónomas o entidades locales, esta delegación o transferencia. En el caso de las comunidades autónomas se realiza mediante leyes orgánicas.

- Descentralización funcional o institucional, es cuando se efectúa a favor de entes con personalidad jurídica propia y creados por la misma Administración central, la cual descentraliza así sus competencias.

## Principio de desconcentración
Transferencia de competencias entre órganos de la misma personalidad jurídica. Puede producirse entre órganos centrales de un mismo organismo por razones de eficacia. O también puede ser una desconcentración territorial, en la que competencias de órganos centrales pasan a órganos territoriales de un ámbito espacial menor. En este caso, además de por razones de eficacia, suele prevalecer el principio de acercamiento de la Administración al ciudadano.

## Principio de coordinación
La jerarquía sólo se da entre órganos de una misma administración, y no es suficiente para conseguir la unidad de actuación. Así pues, la coordinación interorgánica, tanto en una misma administración, como en Administraciones distintas, adquiere enorme prioridad, buscando actuar con la misma eficacia que si se tratara de una sola administración, y no de varias.
Que haya una buena comunicación entre los empleados ya que de ellos depende el funcionamiento de la empresa y así obtener una mayor eficacia.